# كين يوشيدا
كين يوشيدا (باليابانية: 吉田 謙) (1 مارس 1970 في طوكيو في اليابان – )؛ هو لاعب كرة قدم ياباني سابق كان يلعب كمدافع.

## وصلات خارجية
- كين يوشيدا على موقع قاعدة بيانات كرة القدم.إي يو (الإنجليزية)
- كين يوشيدا على موقع Soccerway.com (الإنجليزية)
- كين يوشيدا على موقع عالم كرة القدم.نت (الإنجليزية)
- J.League Data Site (باليابانية)